# San Pedro Bercianos
San Pedro Bercianos és un municipi de la província de Lleó, enclavada en la comarca natural del Páramo Leonés.

## Pedanies del municipi
- La Mata
- San Pedro Bercianos

## Demografia
| 1991 |  | 1996 |  | 2001 |  | 2004 |  | 2006 |
| ---- |  | ---- |  | ---- |  | ---- |  | ---- |
| 412  |  | 400  |  | 366  |  | 346  |  | 326  |